# Wattleglen
Wattleglen är en del av en befolkad plats i Australien. Den ligger i regionen Nillumbik och delstaten Victoria, omkring 25 kilometer nordost om delstatshuvudstaden Melbourne. Antalet invånare är 1 946.
Runt Wattleglen är det mycket tätbefolkat, med 1 056 invånare per kvadratkilometer.. Närmaste större samhälle är Reservoir, omkring 17 kilometer väster om Wattleglen.
I omgivningarna runt Wattleglen växer i huvudsak städsegrön lövskog. Genomsnittlig årsnederbörd är 1 244 millimeter. Den regnigaste månaden är juli, med i genomsnitt 140 mm nederbörd, och den torraste är januari, med 49 mm nederbörd.